# Ермолаева, Елизавета Александровна
Елизавета Александровна Ермолаева (род. 1930) — советская легкоатлетка (бег), Заслуженный мастер спорта СССР (1958). Чемпионка Европы, четырёхкратная чемпионка Советского Союза.

## Биография
Родилась в 1930 году в городе Ворсма Горьковской (ныне Нижегородской) области, в семье было пятеро детей.
В 1947 году Елизавета стала студенткой Богородского кожевенного техникума, где физкультуру преподавал педагог Самсон Сандлер, заметивший незаурядные спортивные способности девушки. На четвёртом курсе обучения она выиграла первенство Горьковской области в двух дисциплинах — в беге на 400 метров и в кроссе, после чего Ермолаеву включили в сборную области, и она начала готовиться к первенству РСФСР. На республиканских соревнованиях она заняла второе место в беге на 400 метров, третье место — на 200-метровке и стала четвёртой в финале на 800 метров. После этого молодую спортсменку включили в сборную РСФСР и в 1951 году в Минске она участвовала в чемпионате СССР. Там её заметил белорусский тренер Борис Левинсон и предложил поступить в Минский институт физической культуры, чтобы продолжить дальнейшую спортивную карьеру.
Окончив институт в 1955 году, продолжила заниматься лёгкой атлетикой. В апреле 1957 года к ней пришёл первый международный успех — в Париже Ермолаева заняла второе место в кроссе на призы газеты французских коммунистов «Юманите». Затем последовали победы на чемпионате СССР и первой в истории Универсиады. В марте 1958 года она снова выиграла кросс газеты «Юманите» и в июле подтвердила титул чемпионки СССР, а в августе в Стокгольме стала чемпионкой Европы на своей любимой 800-метровке.
Елизавета начала готовиться к Олимпиаде 1960 года в Риме, но в 1959 году, выиграв первенство Советского союза по кроссу, она получила травму. Очередная травма, полученная в 1960 году перечеркнула её надежды на участие в Олимпиаде. Ермолаева, раньше времени сойдя с беговой дорожки, продолжила работу в Минском институте физкультуры, затем — в школе олимпийского резерва, став Заслуженным тренером Белорусской ССР.
В настоящее время находится на пенсии, проживает в Минске.

## Спортивные достижения
- Чемпионка Европы в беге на 800 метров (1958).
- Чемпионка СССР в беге на 800 метров (1957, 1958).
- Чемпионка СССР в кроссе на 2000 м (1957, 1959).